# Tshimimu Bwanga
Tshimimu Bwanga (* 4. Januar 1949) ist ein ehemaliger Fußballspieler aus Zaire.

## Auszeichnungen
Bwanga erhielt 1973 den Titel Afrikas Fußballer des Jahres. Zu diesem Zeitpunkt spielte er in seinem Heimatland bei TP Mazembe. 1974 stand er im WM-Aufgebot Zaires, auch bei deren Rekord-Verlustspiel von 0:9 für Jugoslawien.
Bei der Wahl des IFFHS zum besten afrikanischen Fußballer des 20. Jahrhunderts belegte er den 26. Platz, zusammen mit Emmanuel Amunike aus Nigeria.